# Terry Boss
Terry Boss (Philomath, Oregón, 1 de septiembre de 1981) es un portero de Red Bull New York y de la Selección de fútbol de Puerto Rico.

## Inicios
Boss empezó su carrera en el fútbol colegial de Estados Unidos en la Universidad de Tulsa.

## Profesional
Tras su paso colegial, Boss es fichado por Charlotte Eagles de la Segunda División de los Estados Unidos en el 2005. Tras una temporada de suplente con Charlotte, Boss firma un contrato con Puerto Rico Islanders. Con Puerto Rico solo participa en dos partidos, pero los entrenadores de la Selección nacional de Puerto Rico se fijan en Boss. Tras una temporada con los Islanders, Boss regresa a Charlotte donde se convierte en el portero titular de los Eagles. Con Boss Charlotte conquista el título de campeón de la liga regular de USL-2, siendo nombrado como mejor portero de la liga. Tras su destacado temporada, Boss ficha por Red Bull New York de Major League Soccer.

## Internacional
Tras su paso por Puerto Rico Islanders, Boss cumple las normativas y es convocado por la Selección de fútbol de Puerto Rico. Cumple su debut con Puerto Rico el 14 de marzo de 2008 en una victoria 1-0 contra la República Dominicana